# Moravanský vodopád
Moravanský vodopád nebo vodopád na Mlýnském potoce je primárně subsekventní vodopád lávových proudů. Nachází se nad obcí Dolní Zálezly v okrese Ústí nad Labem.

## Charakteristika
Nachází se v nadmořské výšce 260 až 266 m v horní části Mlýnského dolu, do kterého padá tok Mlýnského potoka skrze čedičové těleso lávového proudu. Vodopád tvoří dva stupně, mezi nimiž se tok stáčí doleva. Horní stupeň má výšku 4,5 m a dolní 1,5 m. Vpravo od horního stupně se za vyššího stavu vody objevuje ještě jedno rameno. Průtok vodopádem dosahuje 20 l/s.

## Přístup
Kolem vodopádu vede modrá turistická značka místního značení z Dolních Zálezel do Moravan.

## Zajímavost
Další „Moravský vodopád“ se nachází v USA, Severní Karolíně v oblasti zvané Moravské vodopády.